# Варфоломеев, Дмитрий Фёдорович
Дмитрий Фёдорович Варфоломеев (24 сентября 1918 года — 7 мая 1992 года) — химик-технолог, директор Уфимского НПЗ (1955—1963). Доктор технических наук (1975), профессор (1981). Заслуженный деятель науки и техники РСФСР (1981), БАССР (1967). Почётный нефтехимик СССР (1978).

## Биография
Родился 24 сентября 1918 года в с. Заболотье.
В 1948 году окончил Уральский индустриальный институт им. С. М. Кирова.
В 1955—1963 гг. — директор Уфимского ордена Ленина НПЗ; в 1964—1966 гг. — директор НИИнефтехим; в 1966—1977 гг. — директор Уфимского НПЗ им. XXII съезда КПСС; в 1977—1988 гг. — директор Башкирского НИИ нефтепереработки.
Избирался депутатом Верховного Совета БАССР девятого созыва.
Кандидат химических наук (1966). Утверждён в учёном звании доцента по кафедре «Технолония нефти и газа» (1971). С 1972 — профессор Уфимского нефтяного института; доктор технических наук (1975).
Научная и производственная деятельность связана с проблемами защиты нефтеперерабатывающего оборудования от коррозии, созданием катализаторов, получением нефтяного электродного кокса, битумов различного назначения. Под его руководством на Уфимском НПЗ им. XXII съезда КПСС освоено производство индивидуальных ароматических углеводородов, синтетических жирных кислот, олеума, алкилфенольных присадок, пиромеллитового диангидрида; внедрен процесс адсорбционной очистки парафинов, биологической очистки промышленных стоков.
Скончался 7 мая 1992 года в Уфе.

## Труды
Профессор Д. Ф. Варфоломеев — автор более 200 научных трудов, около 100 авторских свидетельств.
- Варфоломеев Д. Ф. Химия нефти и газа. — Уфа, 1977. (в соавт.)
- Варфоломеев Д. Ф. Рациональное использование вторичных ресурсов нефтехимии и охрана окружающей среды. — Уфа, 1979. (в соавт.)
- Варфоломеев Д. Ф. Расширение ресурсов среднедистиллятных топлив и повышение рентабельности процесса коксования. — М., 1985. (в соавт.)

## Награды и звания
Награждён орденами Ленина (1971), Октябрьской Революции (1975), Трудового Красного Знамени (1959), «Знак Почёта» (1966).
Заслуженный деятель науки и техники РСФСР (1981), БАССР (1967), отличник нефтеперерабатывающей и нефтехимической промышленности СССР (1967). Почётный нефтехимик СССР (1978).